# كجيكي
كُجيكي (باليابانية 旧事紀) وتعني السجل القديم وهو عبارة عن نص تاريخي ياباني. بقي الاعتقاد بحقيقة الأحداث المكتوبة في كُجيكي حتى منتصف فترة إدو.، ولكن بعض الباحثين مثل توكوغاوا ميتسوكوني (徳川 光圀) وإيماي جيكان (今井似閑) أشاروا إلى بعض الأخطاء فيه وبرهنوا أن محتوياته ليست موثوقة تماماً.
ينقسم كٌجيكي إلى عشرة مجلدات تغطي تاريخ اليابان القديمة حتى عهد الإمبراطورة سويكو البنت الثالثة للإمبراطور كيمي.